# Final Destination
Final Destination (bra: Premonição; prt: O Último Destino) é um filme norte-americano de 2000, do gênero terror sobrenatural, dirigido por James Wong. É o primeiro de uma série de filmes homônima. O roteiro foi escrito por Wong, Glen Morgan e Jeffrey Reddick, com base em uma história criada por este último. O enredo gira em torno de um adolescente que engana a morte depois de ter uma terrível premonição de que o avião em que está explodirá. Ele e vários outros passageiros saem do avião antes de a explosão ocorrer, mas a Morte posteriormente passa a tirar a vida daqueles que escaparam do catastrófico voo. Devon Sawa, Ali Larter, Kerr Smith e Tony Todd interpretam os papéis principais.
O filme surgiu a partir de um roteiro que Reddick, a fim de fazer carreira na televisão, escreveu para um episódio da série The X-Files. Um colega da New Line Cinema persuadiu Reddick a transformar seu texto em um roteiro de longa-metragem. Mais tarde, Wong e Morgan, roteiristas da referida série, interessaram-se pela história e concordaram em reescrever e dirigir o filme, marcando o primeiro trabalho de Wong como diretor. As filmagens foram realizadas em Nova Iorque e Vancouver, com cenas adicionais registradas em Toronto e São Francisco. O filme foi lançado em 17 de março de 2000 e tornou-se um sucesso financeiro, arrecadando cerca de 10 milhões de dólares em seu fim de semana de estreia. O lançamento do DVD do filme se deu em 26 de setembro de 2000 nos Estados Unidos e no Canadá e o disco contém comentários da produção, cenas excluídas e documentários.
A película recebeu avaliações e comentários mistos da crítica especializada. Críticas positivas elogiaram a atuação de Sawa e o "nível respeitável de suspense" do longa-metragem, o qual chegou a ser descrito como "divertido e com energia o suficiente para prender a atenção do público" e também como "um inesperado suspense de desastre, desespero adolescente e alerta". Por sua vez, as críticas negativas o consideraram como "dramaticamente raso" e "voltado para a galera adolescente que sai para namorar". Recebeu dois Prêmios Saturno, o de melhor filme de terror e o de melhor ator jovem em cinema, pela atuação de Sawa. O sucesso do filme originou uma franquia de mídia, que conta com quatros sequências adicionais, além de uma série de romances e histórias em quadrinhos.

## Enredo
O estudante de ensino médio Alex Browning embarca com seus colegas de classe no Voo 180, da companhia Volée Airlines, para uma excursão de estudos. Antes da decolagem, o jovem tem uma premonição de que o avião explodirá no ar, matando todos a bordo. Quando os eventos de sua visão começam a se repetir na realidade, ele entra em pânico e começa uma briga com seu rival, Carter Horton. Ambos são retirados do avião, juntamente com outros passageiros, entre eles o melhor amigo de Alex, Todd Waggner; a namorada de Carter, Terry Chaney; a professora Valerie Lewton e os estudantes Billy Hitchcock e Clear Rivers. Ninguém leva a sério a premonição de Alex, exceto Clear, até o avião realmente explodir ao decolar, matando todos que continuaram a bordo. Depois, os sobreviventes são interrogados por dois agentes do FBI, que acreditam que Alex teve algo a ver com a explosão.
Trinta e nove dias depois, os sobreviventes comparecem a uma cerimônia em memória das vítimas. Naquela noite, uma reação em cadeia faz com que Tod seja estrangulado até a morte em sua banheira. A morte dele é considerada suicídio, mas Alex não acredita que o amigo se mataria. A fim de ver o corpo de Tod, ele e Clear entram sorrateiramente na funerária, onde conhecem o legista William Bludworth, o qual revela que eles atrapalharam o plano da Morte e agora ela está tirando a vida daqueles que deveriam ter morrido no avião. No dia seguinte, Alex e Clear estão em uma cafeteria discutindo sobre o que Bludworth lhes disse. A jovem continua cética, mas Alex acredita que eles podem enganar a Morte de novo se ficarem atentos aos presságios. Os demais sobreviventes entram em cena e Carter provoca Alex. Terry fica furiosa, mas é repentinamente atropelada por um ônibus em alta velocidade.
Após assistir a uma reportagem sobre a causa da explosão, Alex percebe que os sobreviventes estão morrendo na ordem em que morreriam no avião. Ele deduz que a Sra. Lewton é a próxima e corre em direção à casa dela para tentar salvá-la. Imaginando que Alex está com más intenções, Lewton liga para os agentes do FBI, que o levam para um interrogatório. Mesmo que Alex não os convença do que está acontecendo, eles decidem liberá-lo. Entretanto, é tarde demais para salvar Lewton, cuja casa explode após ela ser empalada por uma faca de cozinha.
Clear, Carter e Billy se reúnem e discutem o que fazer enquanto dirigem pela cidade. Carter descobre que é o próximo a morrer. Frustrado por não ter controle sobre sua vida, ele estaciona o carro sobre os trilhos de um trem, esperando morrer por sua própria vontade. Ele muda de ideia no último minuto, mas o cinto de segurança trava e ele não consegue sair. Alex consegue salvá-lo segundos antes de o trem esmagar o carro. Pouco tempo depois, Billy é decapitado por um estilhaço de metal. Alex deduz que, uma vez que ele interveio, a Morte pulou Carter e foi para Billy, e conclui que ele (Alex) é o próximo da lista da Morte. Mais tarde, enquanto se esconde em uma cabana fortificada, Alex lembra-se de não ter trocado o assento com duas garotas em sua premonição, o que significa que Clear é na verdade a próxima, e corre para salvá-la enquanto é perseguido pelos agentes. Enquanto isso, Clear está presa dentro de seu carro com um tanque de gasolina vazando, cercado por cabos elétricos soltos. Alex chega a tempo e consegue salvá-la, a poucos segundos do carro explodir.
Seis meses depois, Alex, Clear e Carter estão em Paris celebrando a sobrevivência. Durante a conversa, Alex percebe que a Morte nunca o pulou. Ele então vê mais alguns presságios e sai da mesa. Um ônibus quase o atropela, mas ele se desvia e o veículo atinge uma grande placa de néon, que cai na direção do rapaz. Carter intervém e por pouco consegue salvar Alex, mas este diz que foi pulado pela morte. Carter pergunta quem é o próximo e a placa volta na direção dele. A tela escurece e um som estrondoso é ouvido.

## Elenco
Na ordem dos créditos finais:
- Devon Sawa como Alex Browning
- Ali Larter como Clear Rivers
- Kerr Smith como Carter Horton
- Kristen Cloke como Valerie Lewton
- Tony Todd como William Bludworth
- Chad E. Donella como Tod Waggner
- Daniel Roebuck como Agente Weine
- Roger Guenveur Smith como Agente Schrek
- Seann William Scott como Billy Hitchcock
- Amanda Detmer como Terry Chaney
- Brendan Fehr como George Waggner
- Forbes Angus como Larry Murnau
- Lisa Marie Caruk como Christa Marsh
- Christine Chatelain como Blake Dreyer
- Barbara Tyson como Sra. Browning
- Robert Wisden como Sr.Browning

## Produção

### Desenvolvimento e roteiro
Na tentativa de fazer carreira na televisão, Jeffrey Reddick escreveu um roteiro intitulado Flight 180, pensado para a série The X-Files. Assim surgia a ideia original de Final Destination. "Eu estava voltando de avião para minha casa em Kentucky e li sobre a história de uma mulher que estava tirando férias quando recebeu uma ligação da mãe, que dizia 'Não pegue o voo amanhã, estou com um mau pressentimento sobre isso'. Ela trocou de voo e o avião no qual ela viajaria caiu," disse Reddick. "Eu pensei, isso é assustador — e se ela tivesse morrido naquele voo?" A partir dessa ideia, Reddick escreveu o roteiro e conseguiu um agente, mas nunca chegou a enviar seu texto para os produtores de The X-Files, pois um colega da New Line Cinema lhe sugeriu escrever um longa-metragem. Especulou-se que o projeto tivesse sido inspirado no desastre real do Voo TWA 800, ocorrido em 1996. Assim como no filme, o referido acidente envolveu um Boeing 747, que explodiu após a decolagem do Aeroporto Internacional John F. Kennedy em Nova Iorque, com destino a Paris. Além disso, dezesseis alunos de uma escola secundária de Montoursville (Pensilvânia), que faziam parte de um grupo escolar de francês, estavam a bordo do malfadado voo, acompanhados de cinco responsáveis. Apesar das semelhanças, Reddick afirmou que escreveu o roteiro Flight 180 dois anos antes da tragédia.
A New Line Cinema comprou o tratamento de Jeffrey e o contratou para escrever o rascunho original do roteiro, o qual mostrava a Morte como uma força invisível. Depois que o roteiro foi concluído, a companhia o enviou para diversos diretores, entre eles James Wong e Glen Morgan, os quais também faziam uma parceria como roteiristas. Ambos se dispuseram a torná-lo um filme, com a condição de que também pudessem reescrever algumas partes do texto caso julgassem necessário. Wong declarou: "Acredito que, de vez em quando, todos nós experimentamos um senso de precognição. Temos um palpite, uma sensação e então esse palpite se torna realidade. Queremos fazer para aviões e viagens aéreas aquilo que Tubarão fez para tubarões e natação".

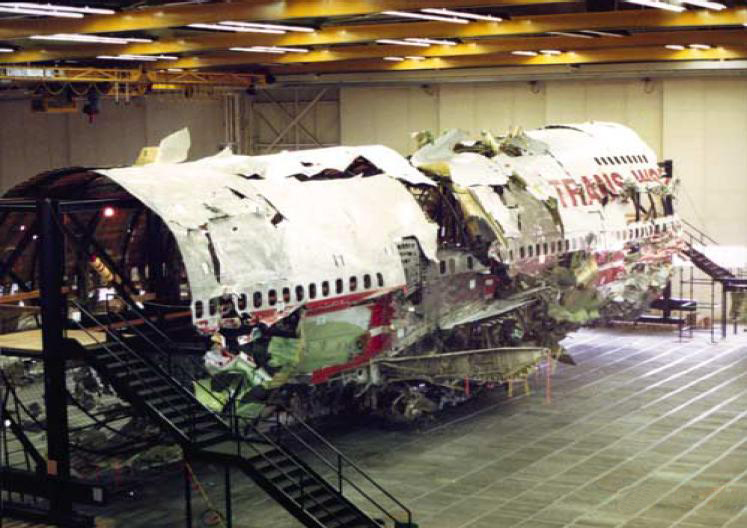
Destroços reconstruídos do Voo TWA 800. Apesar da especulação de que Final Destination foi inspirado nesse desastre aéreo, ocorrido em 1996, o roteirista Jeffrey Reddick alega que escreveu a história que originou a ideia do filme dois anos antes.

Por sua vez, Morgan comentou: "A principal coisa que eles prezavam sobre a Morte chegando às pessoas é que você nunca a veria na forma de uma figura como Michael Myers. Você nunca veria o assassino. Eles gostaram da ideia e afirmaram 'Tudo bem. Pode escrever.' Assim que conseguimos uma história básica, comecei a fazer uma lista das estranhas coincidências da minha própria vida. Por exemplo, eu estava no aeroporto de Vancouver, à espera de um voo, quando começou a tocar John Denver no alto-falante. Lembro que eu disse para mim mesmo: 'Ei, ele acabou de morrer num desastre de avião – isso é um pouco estranho.' Incluímos no roteiro a versão dessa experiência".
Os produtores Craig Perry e Warren Zide, da Zide/Perry Productions, contribuíram com orçamento do filme, pois ambos ficaram fascinados com a ideia de vítimas sendo executadas por uma força invisível. Perry, um fã de The X-Files, afirmou que "respondeu ao trabalho de Wong e Morgan por uma razão específica: pavor". Os executivos da New Line Cinema aceitaram financiar e distribuir os direitos da película depois que Reddick os visitou pessoalmente.
Vários personagens foram nomeados em homenagem a famosos diretores, atores e produtores do cinema de terror. Billy Hitchcock é nomeado em homenagem a Alfred Hitchcock; os nomes de Alex Browning e Tod Waggner homenageam Tod Browning; Valerie Lewton é uma referência a Val Lewton; agente Schreck a Max Schreck; agente Weine a Robert Wiene (apesar do erro de ortografia); Larry Murnau remete a Friedrich Wilhelm Murnau; Blake Dreyer a Carl Theodor Dreyer; Terry Chaney a Lon Chaney e George Waggner é uma homenagem direta a George Waggner, produtor de filmes de terror clássicos da Universal Studios. Esse tipo de referência tornou-se uma tradição da franquia, ocorrendo também nos outros filmes da série.

### Seleção do elenco

Captura de tela mostrando o elenco principal (da esquerda para a direita): Kristen Cloke (Sra. Valerie Lewton), Seann William Scott (Billy Hitchcock), Kerr Smith (Carter Horton), Amanda Detmer (Terry Chaney), Ali Larter (Clear Rivers), Devon Sawa (Alex Browning) e Chad Donella (Tod Waggner).

"Uma das coisas mais importantes que procurávamos no elenco era a habilidade dos atores de interpretar as sutilezas – as pequenas coisas que um personagem não diz ou faz que criam a situação-limite, as coisas que ficam sob sua pele e te assustam," afirmou Morgan sobre os testes de elenco.
Para interpretar o protagonista Alex Browning, foi escolhido o ator canadense Devon Sawa, que havia aparecido anteriormente no filme de terror Idle Hands (1999). Sawa afirmou que, ao ler o roteiro em um avião, "[pegou-se] espiando o motor pela janela a cada dois minutos" e declarou: "[assim que] desci e encontrei Glen e Jim [James Wong], os achei incríveis e cheios de ótimas ideias". Contudo, Glen e Morgan estavam indecisos quanto a escalá-lo para o papel e lhe solicitaram que ensaiasse mais, enquanto verificavam os trabalhos anteriores dele. Morgan ficou impressionado com o desempenho de Sawa em Idle Hands e o ator foi finalmente contratado.
Assim Sawa descreveu seu personagem: "no começo, [Alex] era um pouco surtado, sabe, e provavelmente não era o cara mais popular da escola. Acho que talvez ele tenha sido um babaca, sabe, eles tentavam fazer as coisas acontecerem do jeito deles, paqueravam as duas garotas bonitas da escola e não tinham nenhuma chance com elas. Acho que depois do desastre do avião, o mundo dele muda completamente". Wong afirmou: "Devon torna-se acessível por ter a qualidade de um cara comum. Não deixa transparecer uma autoconfiança exagerada.  Ele é simplesmente um garoto normal capaz de assumir as complexidades do papel e se tornar um herói". Perry ficou surpreso com a demonstração de vulnerabilidade na atuação de Sawa, descrevendo o intérprete como "um ator bastante diferenciado. Ele fica muito solto e um tanto angustiado quando não está na frente das câmeras, mas no momento que a câmera é ligada, nunca vi ninguém se entregar tanto assim àquele momento".
Ali Larter, que atuou no longa-metragem Varsity Blues (1999), foi escolhida para o papel da protagonista feminina, Clear Rivers. A atriz afirmou: "O filme mostra como é fácil virar-se contra alguém, culpar alguém quando se está com medo. É também sobre confiar em suas intuições e em si mesmo." Ela definiu a personagem como "aquela garota que teve muitas perdas na vida e apaixonou-se por si mesma, criando uma vida a partir disso. É uma artista, vive sozinha e está começando a se apegar ao que o mundo deu a ela".
Seann William Scott, famoso por interpretar Steve Stifler no filme American Pie (1999), foi escalado como Billy Hitchcock, o "palhaço da turma". Scott admirou o filme e o considerou "[tão] sombrio e assustador quanto qualquer Twilight Zone". Ele achou seu papel engraçado e afirmou que "[Billy] não tem algumas habilidades sociais, tem poucos amigos e parece ser do tipo que só segue atrás". O ator ficou surpreso pelo personagem ser descrito como gordo no roteiro. Os roteiristas posteriormente tiveram de mudar esse detalhe por causa de Scott.
Integrante do elenco da série Dawson's Creek, Kerr Smith foi escalado para interpretar o encrenqueiro Carter Horton. Smith descreveu Carter como um "típico valentão do colegial que vive em função da raiva" e mencionou o fato de que Carter temia que Alex não estivesse no controle de sua própria vida.

"Não há muitas coisas boas, sabe, para [atores da] minha idade. Você pega vários roteiros e tal, mas todos são para elencos formados por adolescentes e são um lixo. E então eu recebi Flight 180... quero dizer, isso é simplesmente incrível".

— Devon Sawa sobre o roteiro de Final Destination.
Kristen Cloke, esposa de Glen Morgan, recebeu o papel da professora Valerie Lewton. "Tenho um respeito imenso por eles," disse Cloke. "Jim é o tipo de diretor que sabe exatamente o que quer. Como atriz, posso encontrar uma maneira de alcançar o objetivo, se eu souber o que estou procurando, e Jim me proporciona isso. O fato de ele não prosseguir até que tenha exatamente o que quer, cria um ambiente seguro e isso me permite experimentar e tentar coisas diferentes". A personagem foi descrita por Cloke como "forte e atrevida – no controle. Depois do acidente ela fica descontrolada, provavelmente mais do que qualquer um dos garotos, e é uma mudança rápida e drástica. Eu tive de entender a psicologia de uma pessoa que passa por uma transformação como essa".
Os estudantes Terry Chaney e Tod Vaggner foram interpretados por Amanda Detmer e Chad E. Donella, respectivamente. Foram seus primeiros trabalhos no cinema. Detmer comentou: "Quando li o roteiro pela primeira vez, a coisa que mais me impressionou foi que os personagens eram bem-escritos e as relações entre eles eram fortes e convincentes. Isso é importante, pois você precisa simpatizar com essas pessoas para se preocupar com o que pode acontecer a elas." Ela definiu Terry como "bastante estável [e] aparentemente satisfeita em diferir de [Carter] – sem criar caso. Mas o estresse pelo que acontece afeta o relacionamento deles e traz uma certa força a ela". Por sua vez, Donella notou semelhança entre ele mesmo e seu personagem. "Eu acredito em destino. Acho que você vem a esta vida com algumas coisas para realizar e você é retirado mais cedo ou mais tarde, dependendo do que foi planejado".
Tony Todd, que atuou como o personagem-título do filme Candyman (1992), foi escolhido para interpretar o legista William Bludworth. Morgan queria Todd para o papel porque inicialmente concluiu que a voz grave do ator daria ao filme um tom misterioso e arrepiante.
O elenco é complementado por Daniel Roebuck e Roger Guenveur, que interpretam os agentes do FBI, Weine e Schreck; Brendan Fehr como o estudante George Waggner, irmão de Tod; Christine Chatelain e Lisa Marie Caruk nos respectivos papéis das estudantes e melhores amigas Blake Dreyer e Christa Marsh; Barbara Tyson e Robert Wisden como Barbara e Ken Browning, os pais de Alex; e Forbes Angus, que interpreta o professor de francês Larry Murnau.

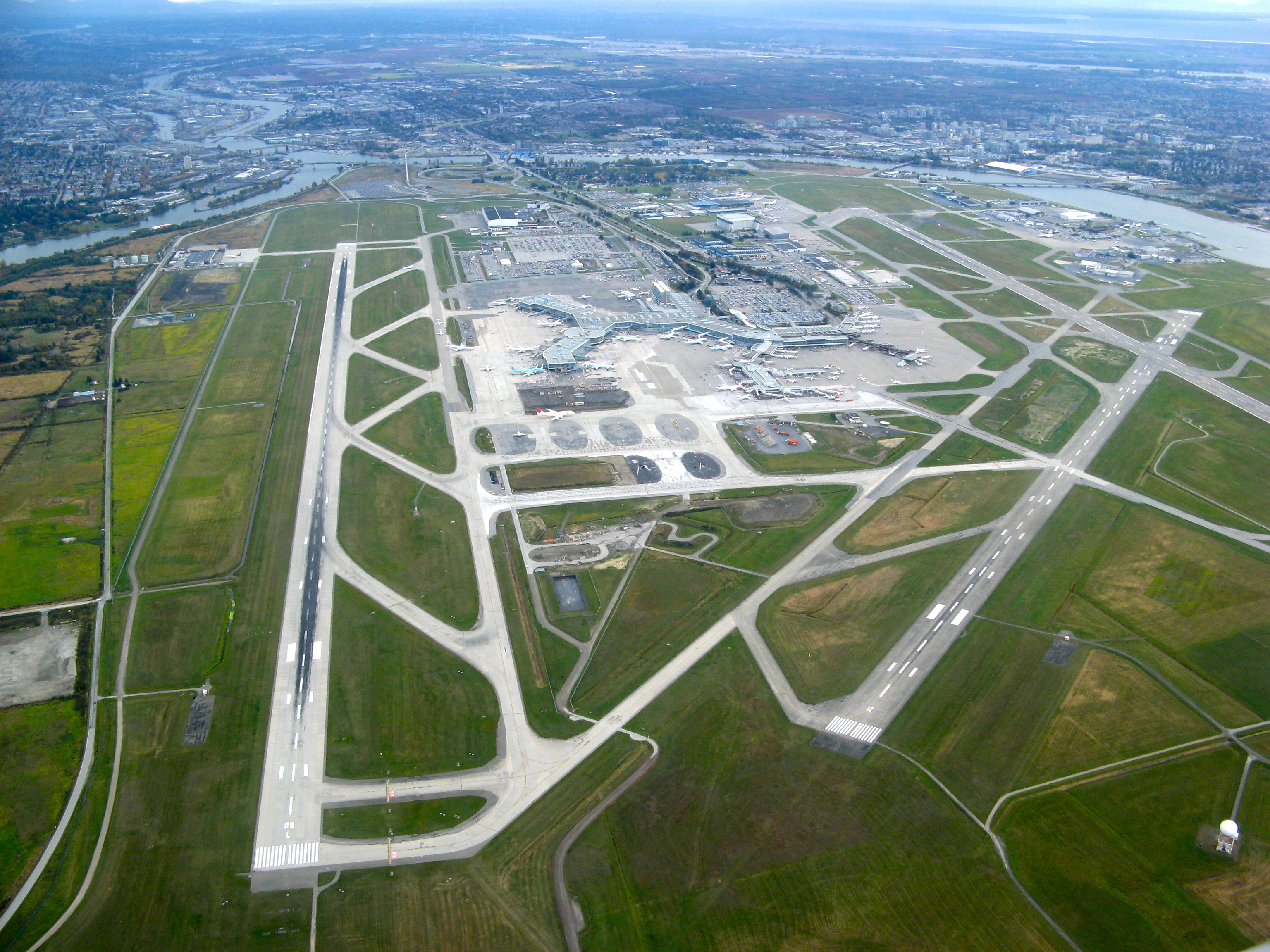
No filme, o local onde ocorre a explosão do Voo 180 é o Aeroporto Internacional John F. Kennedy, mas, na realidade, a equipe usou o Aeroporto Internacional de Vancouver (na imagem) como locação.

### Filmagens
Com o elenco estabelecido, as filmagens da cena do avião foram realizadas em Long Island (Nova Iorque) e as demais sequências foram registradas na Ilha de Vancouver, no Canadá. Durante a produção, alguns atores estavam envolvidos em outros projetos, o que exigia constantes mudanças nos horários das gravações para tornar possível que todo o elenco aparecesse. Sawa teve de reduzir sua participação no filme The Guilty em plena produção, e até comentou que ele "teve de dividir um trailer com Bill Pullman porque era um [trabalho] maior e aparentemente o tornaria mais famoso". Smith, que tinha um papel regular em Dawson's Creek, teve de adiar a gravação de alguns episódios da série por causa do filme.
De acordo com Detmer, a cena de morte de sua personagem (brutalmente atingida por um ônibus em alta velocidade) foi a primeira a ser filmada, pois "era fácil e muito rápida". Todas as cenas de morte foram realizadas com o uso de moldes tridimensionais feitos a partir do corpo dos atores, recurso conhecido como lifecasting. Tais sequências, bem como o memorial, as cenas da floresta e as que se passam em Paris foram filmadas em Vitória, na Colúmbia Britânica. Cenas adicionais foram registradas em Toronto e São Francisco (Califórnia). Para as sequências do aeroporto, a equipe usou o Aeroporto Internacional de Vancouver, como substituto do Aeroporto Internacional John F. Kennedy, mencionado no longa-metragem.

### Efeitos
Nos bastidores, o plano era criar uma assinatura visual intrigante. Para atender às sutilezas do roteiro e ajudar na personificação da morte, John Willet, designer de produção, desenvolveu o conceito de "desvio repentino" nos cenários. Ele explicou: "O que tentei fazer com os cenários em si, com o design deles e com as várias opções de cores, foi tornar as coisas um pouco artificiais. Nada que chamasse atenção por si só, mas que proporcionasse uma noção de inquietação — a sensação inquietante de algo não está certo". Para alcançar essa atmosfera, Willet projetou duas versões de praticamente todos os cenários — uma versão para ser usada antes do acidente e os outros cenários foram usados nas cenas posteriores à explosão da aeronave. Em suas palavras: "Nos cenários modificados eu forço a perspectiva vertical ou horizontalmente. Nada é quadrado e, embora não possas tocar [os objetos], isso te dá a sensação de que algo não vai bem". O "desvio repentino" também fazia parte do design geral da paleta de cores usada na decoração de cenários e no figurino. Segundo Willet: "No mundo real, as cores são brilhantes e ricas. No mundo modificado, elas são pálidas e desbotadas. Nada é obvio, e é somente no efeito geral que essas diferenças sutis realizarão sua mágica".
A cena do avião durante a qual os passageiros morrem em pleno ar foi realizada dentro de um enorme palco de som. Um giroscópio de três toneladas foi operado manualmente. Terry Sonderhoff, supervisor de efeitos especiais, explicou: "Passamos dois meses construindo esse cenário central que pesa cerca de 45 000 libras e comporta 89 pessoas." Usado para filmar as sequências no interior do avião, podia ser deslocado no giroscópio para criar um movimento de inclinação de 45 graus lado a lado e 60 graus de frente para trás, transmitindo realisticamente o horror da falha do motor no ar. Sawa afirmou que "os gritos do elenco dentro do giroscópio fizeram isso parecer mais real". Por sua vez, Wong comentou: "Tu entras no estúdio e há um enorme giroscópio com um avião no topo e pensa: 'O que eu fiz?' Eu temia que tivéssemos 40 vômitos extras."
Para a sequência da explosão, foi criado um modelo em miniatura de um Boeing 747. Com cerca de três metros de comprimento e dois de largura, apresentava grande riqueza de detalhes, além de contar com um trem de pouso construído com metais mecanizados. De acordo com Ariel Velasco Shaw, supervisor de efeitos visuais, a miniatura teve de ser lançada a cerca de 12 metros de altura para se obter o aspecto de uma bola de fogo formada pela explosão de um Boeing 747 real. Se explodir um avião de pouco mais de um metro, a explosão deve ter, no mínimo, um pouco mais de dois metros no ar. Para filmar a explosão em detalhes, a equipe usou três câmeras rodando a 120 e outra a 300 quadros por segundo (se tivessem filmado com uma câmera em tempo real, o decorrer da explosão não poderia ser filmado em uma ordem específica).
A cena na qual o carro de Carter é esmagado por um trem foi uma das mais difíceis de ser realizada. O veículo usado no acidente era uma réplica do original, dividida ao meio antes das filmagens. Segundo Sonderhoff, para garantir a segurança dos atores, a equipe teve de se certificar de que não havia peças metálicas reais no carro.
Para as sequências de morte, a equipe usou vários moldes de corpo dos atores (lifecasts) e xarope de chocolate para o sangue cenográfico. O efeito Rube Goldberg para a cena da morte da professora Lewton foi o mais difícil de ser planejado, de acordo com a equipe. Perry afirmou que "foi muito difícil criar uma atmosfera de medo, criar suspense a partir de cenas que são comuns".

### Música

#### Trilha sonora
Nenhum álbum oficial acompanhou o filme. No entanto, cinco músicas são usadas no filme, das quais a mais notável é "Rocky Mountain High", de John Denver, que é bastante destacada no decorrer da película, lembrando os sobreviventes que Denver morreu em um acidente de avião. A música é ouvida antes de um acidente ou da morte de um personagem, e, em certo momento, é cantada em francês por um artista de rua (interpretado por Alessandro Juliani). As outras canções ouvidas no filme são "Hundred Grand", de Pete Atherton (durante a cena do memorial às vítimas do Voo 180); "Into the Void", do Nine Inch Nails (durante a cena da cafeteria); "All the Candles in the World", de Jane Siberry (durante a cena no carro de Carter), bem como "And When I Die", cantada por Joe 90 (durante os créditos finais).

#### Partitura
Final Destination: The Complete Original Motion Picture Score é a partitura original do filme, lançada em 17 de março de 2000. A trilha instrumental foi conduzida pela compositora Shirley Walker, vencedora do Prêmio Emmy do Daytime. Wong e Morgan convidaram Walker para compor a música original do filme por terem trabalhado com ela na série de ficção científica Space: Above and Beyond. Walker comentou: "[Morgan e Wong] são grandes adeptos da melodia e da música para os personagens e situações nas quais estes se encontram. Claro, também havia necessidade da atmosfera ali, especialmente para um filme com tanta construção de suspense como este".
A partitura é discreta na maioria das vezes, intensificando-se apenas nas cenas de suspense e morte. Foi realizada por uma orquestra sindical, obrigando a New Line Cinema a arcar com todos os custos referentes ao lançamento da partitura. A compositora descreveu seu trabalho como "uma música conservadora e muito voltada ao tema, que abrange desde ruídos bizarros de animais com forte impacto visceral a melodias bem definidas que evoluem ao longo da narrativa". Na época, a faixa "Main Title", usada nos créditos de abertura, foi considerada rara para um filme de terror destinado a um público jovem. Nas palavras de Walker: "Para mim é uma grande satisfação compor uma faixa que te chama para o filme e que desde o começo já te avisa que algo ruim vai acontecer". Ela afirmou ainda que "Main Title" consumiu a maior parte de seu tempo, devido a seu "tema sombrio e contra-melodia que carrega toda a partitura".
A trilha instrumental foi bem recebida pelos críticos. Judge Harold Jervais, do DVD Verdict, escreveu como "[os efeitos sonoros, diálogos e] maravilhosamente assustadores de Walker e a partitura competente misturam-se para formar um todo muito agradável e quase orgânico". Mike Long, do DVD Review, afirmou que "a sinistra partitura de Shirley Walker se fortalece com uma ampla integração espacial". Derek Germano, do The Cinema Laser, salientou que "a partitura assustadora de Walker é realmente uma vencedora e é uma das coisas que tornará Final Destination um clássico menor do gênero, daqui a alguns anos".

## Recepção

### Bilheteria
O longa-metragem estreou em 17 de março de 2000, em 2 587 cinemas dos Estados Unidos e do Canadá, arrecadando 10 015 822 dólares em seu fim de semana de abertura, com média de 3 871 dólares por cinema. Final Destination ficou em terceiro lugar nas bilheterias dos Estados Unidos no fim de semana de estreia, atrás da cinebiografia Erin Brockovich e da filme de ficção científica Mission to Mars. O filme permaneceu em terceiro lugar durante o segundo fim de semana até cair para o sétimo lugar no terceiro. Final Destination continuou caindo nos fins de semana seguintes até sair da lista das dez maiores bilheterias em seu oitavo fim de semana. O filme permaneceu nos cinemas por 22 semanas, sua última exibição em 105 cinemas, com uma arrecadação de 52 675 dólares, posicionou o longa-metragem em 56º lugar. Final Destination arrecadou 53 331 147 dólares nos Estados Unidos e no Canadá ao longo de todo seu período de exibição e arrecadou 59 549 147 dólares em outros territórios, arrecadando um total bruto de 112 880 294 internacionalmente. Em razão de sua estreia modesta nos cinemas e da pouca divulgação que recebeu antes de seu lançamento, o filme já foi considerado um sleeper hit ("sucesso inesperado", na tradução livre) em diversas publicações.

### Mídia doméstica
O DVD  de Final Destination foi lançado em 26 de setembro de 2000, nos Estados Unidos e no Canadá. Os recursos especiais do disco incluem três comentários em aúdio, três cenas excluídas e dois documentários. O primeiro comentário apresenta Wong, Morgan, Reddick e o editor James Coblentz descrevendo as sutilezas mínimas incorporadas ao longo do filme graças à equipe criativa, que aludem à morte ou prenunciam as mortes e que não são captadas quando se assiste à película pela primeira vez. Eles também discutem como o filme foi produzido e sobre como tiveram de enfrentar a resistência dos executivos da New Line Cinema em relação a diversos aspectos.
A segunda faixa de comentários é fornecida por Sawa, Smith, Cloke e Donella discutindo sobre o que estava envolvido em certas cenas e como cada um deles foi selecionado para o elenco. O terceiro comentário é a partitura isolada de Walker incluída na partitura do filme.
O primeiro documentário, intitulado A Look at Test Screenings tem duração de 13 minutos e descreve o processo de exibição teste, dando uma visão geral de como os mesmos foram conduzidos e registrados. O material mostra arquivos de vídeo do público da exibição teste e comentários específicos que esclarecem os motivos de determinadas cenas terem sido excluídas ou refilmadas. O segundo documentário, intitulado Premonitions, aborda as experiências a investigadora intuitiva da vida real Pam Coronado, que, com suas habilidades psíquicas ajudou a polícia a resolver muitos assassinatos e casos de pessoas desaparecidas. O material é exibido durante 20 minutos. Algumas cópias do DVD contêm dois jogos que não são de formato DVD-ROM — Death Clock e Psychic Test — além do trailer e as filmografias do elenco e da equipe.

#### Cenas deletados e final alternativo
Duas cenas excluídas presentes no DVD introduzem brevemente uma subtrama de Alex e Clear. A primeira consiste numa cena estendida da conversa entre os dois na praia, revelando que ambos tiveram uma relação sexual. A segunda sequência mostra que a jovem engravidou, uma vez que ela faz um teste de gravidez e o resultado dá positivo.
Um final alternativo também é disponibilizado, a partir da cena em que Alex resgata Clear que está no carro prestes a explodir. Ao segurar o fio energizado para salvar a namorada, Alex começa a ficar em chamas enquanto Clear escapa do veículo, que explode logo em seguida. Ela é socorrida pelos agentes do FBI, enquanto olha com tristeza para o namorado já morto. Nove meses depois, Clear dá a luz ao filho de Alex, a quem dá o nome de Alexander Chance Browning Jr. Ela começa a sentir que finalmente escapou da Morte ao sentir uma presença que aparentemente é do espírito de Alex. Clear se encontra com Carter no memorial do colégio, cujo moral com os nomes dos falecidos no avião agora contém também os dos mortos após o desastre: Tod, Terry, Sra. Lewton, Billy e Alex. Clear e Carter terminam como os únicos sobreviventes do filme.

### Crítica
O agregador de críticas cinematográficas Rotten Tomatoes informa que 34% dos críticos deram ao filme avaliações positivas, com base em 94 críticas, o que equivale a uma pontuação média de 4.7/10. Segundo o consenso crítico do site, "apesar de um painel de ex-alunos de X-Files no comando e uma premissa promissora, atuações superficiais e execução insatisfatória não deixam Final Destination decolar". No Metacritic, que atribui uma classificação normalizada a partir de 100 revisões de críticos convencionais, o filme marca 36 pontos, com base em 28 críticas, o que indica "críticas predominantemente desfavoráveis". Em 14 de junho de 2010, Nick Hyman, editor do site incluiu Final Destination no editorial 15 Filmes que os Críticos Entenderam Errado, observando que "as elaboradas cenas de suspense / ação dos dois primeiros filmes são mais impressionantes do que a maioria". O público pesquisado pela empresa de pesquisa de mercado CinemaScore deu ao filme uma nota média "B-" em uma escala que vai de A+ a F.

"Fornecendo-se algumas risadas e sustos, Final Destination é um filme de terror adolescente imperfeito, mas muitas vezes divertido".

— Marjorie Baumgarten, ao The Austin Chronicle
No lado negativo, Stephen Holden, em crítica publicada no The New York Times, salientou que "mesmo para os padrões grosseiros do terror adolescente, Final Destination é dramaticamente raso". Lou Lumenick, do New York Post, comentou que "a premissa do filme rapidamente se deteriora e se transforma em um filme slasher — que não é slasher — estupidamente mal interpretado". Kevin Maynard, editor do site Mr. Showbiz, descreveu o filme como "grosseiro e insensato", enquanto Rita Kempley escreveu que "seu próprio destino final poderia ser a bilheteria, exigir seu dinheiro de volta", em crítica publicada no The Washington Post.
Robert Cashill, do Newsweek, observou que a película deveria estar nas "caixas das lojas de vídeo" e Jay Carr, escrevendo ao The Boston Globe, comentou que "começa enganando a morte e termina nos enganando". Phoebe Flowers, do Miami Herald, observou que o filme "rebaixa-se bastante ao substituir estilo por substância", ao passo que Lisa Alspector descreveu ao Chicago Reader que a película é "perturbadora — embora menos sofisticada do que a melhor série televisiva de terror e ficção científica". Em artigo no Dallas Observer, Luke Thompson considerou o filme "um desperdício de uma premissa decente"; Ao LA Weekly, Ernest Hardy afirmou que a obra "falha ao se levar muito a sério, mas não é séria o suficiente". Embora Barbara Shulgasser, do Chicago Tribune, tenha afirmado que "atendia aos padrões de um filme de televisão medíocre", Desmond Ryan, do The Philadelphia Inquirer, comentou que o longa-metragem era "tão cheio de atuações terríveis quanto desprovido de suspense". Tanto Susan Wloszczyna, do USA Today, quanto Walter Addiego, do The San Francisco Examiner o consideraram "estúpido, bobo e sangrento".
Por outro lado, o filme recebeu avaliações positivas de vários críticos conceituados. Escrevendo para o Chicago Sun-Times, Roger Ebert elogiou a película e atribuiu-lhe três de quatro estrelas, ressaltando que "Final Destination será, sem dúvida, um sucesso e inspirará as sequências obrigatórias. Assim como o Scream original, este filme é bom demais para ser o fim da linha. Estou tendo minhas próprias visões". Mick LaSalle elogiou o filme em crítica publicada no San Francisco Chronicle, afirmando que "foi divertido e com energia o suficiente para prender a atenção do público". O filme também foi elogiado na Variety por proporcionar "um nível respeitável de suspense e [contar com] algumas reviravoltas enquanto cobre um território familiar", segundo análise de Joe Leydon, enquanto que no Los Angeles Times, Kevin Thomas o destacou como o "incrível primeiro lançamento cinematográfico dos veteranos da televisão Glen Morgan e James Wong". Para Chris Kaltenbach, do The Baltimore Sun, o filme foi "instintivamente arrepiante", ao passo que Maitland McDonagh, o definiu como "útil o suficiente, se você chegar a ele sem grandes expectativas", em revisão publicada pela TV Guide.

O filme notabilizou-se por suas sequências de morte elaboradas com efeitos do tipo máquina de Rube Goldberg. Vários críticos as incluíram em suas listas de "melhores mortes cinematográficas". Na imagem, captura de tela do momento em que Tod é estrangulado em sua banheira, após uma série de pequenos gestos que levaram a uma reação em cadeia até chegar a este ponto.

Apesar da recepção predominantemente mista do longa-metragem, críticos elogiaram a atuação de Sawa no papel de Alex. Holden comentou que "o clarividente adolescente do Sr. Sawa é incolor e carente de carisma." David Nusair, do Reel Film Reviews, destacou que "a personalidade de Sawa é favorável, pois o herói é acompanhado por um elenco de apoio uniformemente eficaz com rostos familiares (por exemplo, Seann William Scott, Brendan Fehr, Tony Todd, etc)...," enquanto Leydon ressaltou: "Sawa convence como o visionário Alex — ao contrário de muitos outros atores que interpretam protagonistas adolescentes, ele parece realmente ainda estar frequentando o ensino médio — mas o elenco coadjuvante é um grupo desigual". LaSalle elogiou a dupla formada por Sawa e Ali Larter, afirmando que "Larter e Sawa, que vão ficando mais desarrumados e desesperados com o decorrer do filme, formam um casal simpático".

### Reconhecimento
Final Destination teve grande impacto no público de filmes de terror, vencendo em 2001 o Prêmio Saturno de melhor filme de terror, ao passo que Sawa recebeu o Prêmio Saturno de melhor ator jovem em cinema e Larter venceu em 2001 o Young Hollywood Awards for a Breakthrough Performance by a Female (melhor atuação feminina). Na edição de 2001 dos Blockbuster Entertainment Awards, Sawa e Larter foram indicados a Melhor ator em Horror (apenas Internet) e Melhor atriz em terror (apenas internet), respectivamente; no entanto, ambos perderam os prêmios para David Arquette e Neve Campbell, de Scream 3. Além disso, o diretor de fotografia Robert McLachlan recebeu indicação para Best Cinematography in a Theatrical Feature (melhor fotografia) na cerimônia de 2001 do Canadian Society of Cinematographers Awards, mas perdeu para Pierre Gill por seu trabalho em The Art of War.
O conceito do filme ficou em 46º lugar na lista dos 100 melhores momentos de terror do canal de televisão britânico Bravo, ocasião na qual Kerr Smith representou o longa-metragem. A cena da explosão do Voo 180 entrou nas listas de melhores acidentes aéreos ficcionais ou cenas de desastre de várias publicações de entretenimento, tais como GamesRadar, WatchMojo.com ShortList, Unreality Magazine, New Movies.net, The Jetpacker, MaximOnline e Filmsite.org, que também incluiu, além da referida sequência, as mortes de três personagens (Tod, Terry e Sra. Lewton) em seus momentos e cenas mais assustadoras de filmes, e todas as mortes da película entraram na lista de melhores cenas de mortes do cinema. A morte da personagem de Amanda Detmer foi incluída nas listas das mortes cinematográficas mais chocantes de George Wales e Simon Kinnear, da Total Film (vigésimo nono e décimo lugares, respectivamente); Simon Hill, do Eat Horror, e Dirk Sonningsen, do Mania.com (ficando em décimo lugar na lista de ambos).